# Студенци (Љубушки)
Студенци су насељено мјесто у Босни и Херцеговини у општини Љубушки које административно припада Федерацији Босне и Херцеговине. Према попису становништва из 1991. у насељу је живјело 1.190 становника.

## Становништво
| Националност       | 1991.          | 1981.          | 1971.          |
| Хрвати             | 1.178 (98,99%) | 1.132 (98,95%) | 1.231 (99,51%) |
| Муслимани          | 1 (0,08%)      | 2 (0,17%)      | 3 (0,24%)      |
| Срби               | 1 (0,08%)      | 3 (0,26%)      | 2 (0,16%)      |
| Југословени        | 0              | 6 (0,52%)      | 0              |
| остали и непознато | 10 (0,84%)     | 1 (0,08%)      | 1 (0,08%)      |
| Укупно             | 1.190          | 1.144          | 1.237          |